# Протрузія міжхребцевого диска
Протрузія міжхребцевого диска — хворобливий стан, який може виникнути у деяких хребетних, включаючи людину. На відміну від грижі, зовнішні шари фіброзного кільця міжхребцевого диску не пошкоджені, але існує випинання під тиском зсередини.
Багато аномалій диска, які видно на МРТ, й умовно іменуються «грижа», насправді просто випадкові знахідки. Вони можуть просто потовщеннями фіброзного кільця. Jensen і його колеги, які проводили МРТ-дослідження поперекового відділу хребта 98 безсимптомних випадків у дорослих, виявили, що більш ніж у половини з досліджених було симетричне випучування диска (або декількох дисків). У 27 відсотків, було виявлене центральне або асиметричне розширення диска (протрузія), і тільки в 1 відсотку було виявлене екстремальне розширення диска (екструзія, секвестр). Ці результати підкреслюють важливість використання більш точних термінів при описі візуалізації аномалій та оцінки їх строго в контексті симптоматики пацієнта.
Протрузія диска з часом може перейти в міжхребцеву грижу — стан, при якому вже спостерігається справжній розрив фіброзного кільця.

## Етіологія
Як і інші дегенеративні захворювання міжхребцевих дисків, протрузія виникає переважно через спадкові причини.

## Симптоми
Симптоматика залежить від рівня протрузії.
- Поперековий рівень — болі в спині, оніміння в паховій ділянці, ногах.
- Грудний рівень — болі в грудях, внутрішніх органах (серце, легені).
- Шийний рівень — болі в ділянці шиї, зниження артеріального тиску, головні болі, шум у вухах та інші симптоми.

## Варіанти лікування
Існує декілька різних варіантів лікування, від базової фізичної терапії до специфічних операцій. Деякі випадки протрузії диска можуть вирішитися самостійно або за допомогою фізичної терапії протягом шести тижнів, тому багато хто віддає перевагу початку лікування з фізичної терапії та інших неінвазивних методів. Початок лікування залежить від тяжкості симптомів.

### Неінвазивне лікування
Неінвазивне лікування має кілька рівнів. Воно може починатися з фізичної терапії та пероральних препаратів і переходити до епідуральних ін'єкцій. До неінвазивного лікування також належать акупунктура та хіропрактика. Епідуральні ін'єкції часто є пріоритетним методом для лікарів при лікуванні пацієнтів з хронічним болем у поперековому відділі хребта. Ці ін'єкції вводяться в епідуральний простір хребетного стовпа і зменшують подразнення нервових корінців, що зменшує біль, поки диск самостійно загоюється. Однак такі ін'єкції розглядаються лише після того, як інші методи, такі як фізична терапія, вправи та медикаменти, виявилися неефективними.

### Інвазивне лікування
Інвазивне лікування переважно включає хірургічне втручання, і є кілька різних операцій, які лікар може запропонувати залежно від характеру та тяжкості травми. Однією з поширених операцій є мікродискектомія, під час якої видаляється пошкоджена тканина міжхребцевого диска, зв'язки і, можливо, кістки для зменшення тиску на нервові корінці. Ця процедура спрямована переважно на полегшення болю.